# Ecocoridorul Kamcia–Emine
Ecocoridorul Kamcia–Emine (în bulgară Екокоридор Камчия–Емине, transliterat: Ekokoridor Kamcia–Emine) este o arie protejată (arie specială de conservare — SAC, sit de importanță comunitară — SCI) din Bulgaria întinsă pe o suprafață de 28.055,43 ha, integral pe uscat.

## Localizare
Centrul sitului Ecocoridorul Kamcia–Emine este situat la coordonatele 43°02′42″N 26°52′39″E / 43.045°N 26.8776°E.

## Înființare
Situl Ecocoridorul Kamcia–Emine a fost declarat sit de importanță comunitară în octombrie 2007 pentru a proteja 1 specie de plante și 33 de specii de animale. Situl a fost protejat și ca arie specială de conservare în martie 2021.

## Biodiversitate
Situată în ecoregiunea continentală, aria protejată conține 9 habitate naturale: Pajiști uscate seminaturale și facies de acoperire cu tufișuri pe substraturi calcaroase (Festuco-Brometalia) (* situri importante pentru orhidee), Pajiști stepice subpanonice, Pante stâncoase calcaroase cu vegetație casmofită, Păduri de fag din Europa Centrală dezvoltate pe sol calcaros cu Cephalanthero-Fagion, Păduri de stejar alb estice, Păduri aluvionare cu Alnus glutinosa și Fraxinus excelsior (Alno-Padion, Alnion incanae, Salicion albae), Păduri panonice-balcanice de stejar turcesc - stejar sesil, Păduri de fag vest-pontice, Păduri de tei argintiu moezice.
La baza desemnării sitului se află mai multe specii protejate:
- plante (1): Himantoglossum caprinum
- amfibieni (3): buhai de baltă cu burta roșie (Bombina bombina), izvoraș-cu-burta-galbenă (Bombina variegata), Triturus karelinii
- mamifere (11): liliac cârn (Barbastella barbastellus), lupul (Canis lupus), vidră de râu (Lutra lutra), hamster românesc (Mesocricetus newtoni), liliac cu urechi mari (Myotis bechsteinii), liliac cărămiziu (Myotis emarginatus), liliacul mediteranean cu potcoavă (Rhinolophus euryale), liliacul mare cu potcoavă (Rhinolophus ferrumequinum), liliacul mic cu potcoavă (Rhinolophus hipposideros), popândău (Spermophilus citellus), dihor pătat (Vormela peregusna)
- nevertebrate (11): croitorul mare al stejarului (Cerambyx cerdo), Coenagrion ornatum, Euplagia quadripunctaria, rădașcă (Lucanus cervus), fluturele purpuriu (Lycaena dispar), croitorul cenușiu al stejarului (Morimus funereus), Paracaloptenus caloptenoides, Rosalia alpina, Unio crassus, Vertigo angustior, Vertigo moulinsiana
- pești (4): Barbus bergi, Barbus meridionalis, zvârluga (Cobitis taenia), boarță (Rhodeus amarus)
- reptile (4): Elaphe sauromates, țestoasa de baltă (Emys orbicularis), Testudo graeca, țestoasă bănățeană (Testudo hermanni)

Pe lângă speciile protejate, pe teritoriul sitului au mai fost identificate 5 specii de plante, 3 specii de amfibieni, 4 specii de mamifere, 1 specie de pești, 10 specii de reptile.